# Bark
Pour les articles homonymes, voir Bark (homonymie).

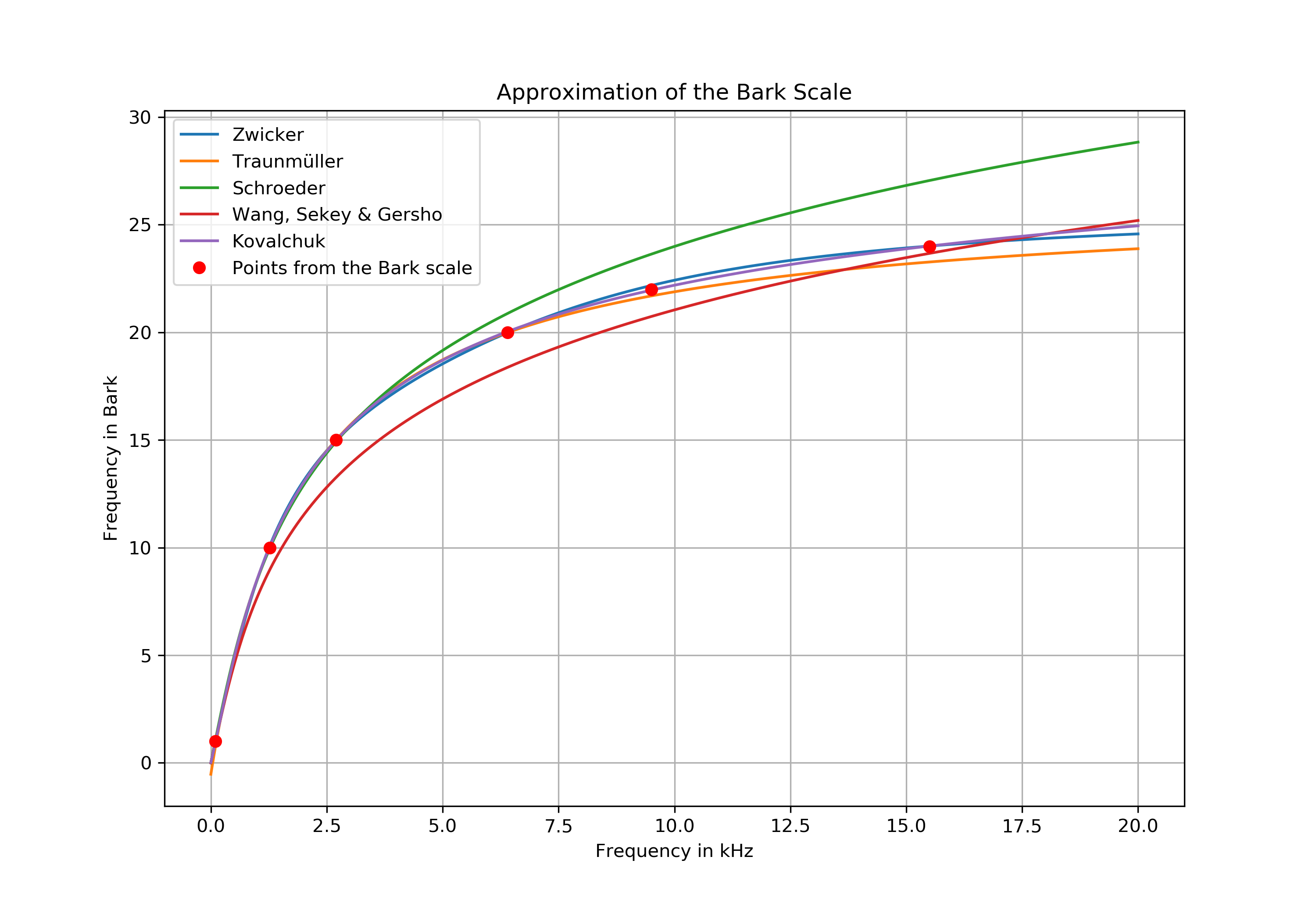
Approximation de l’échelle des Barks

Les bark sont des intervalles de fréquence (ou bandes de fréquence critique) établie par Zwicker dans le cadre de la sonie spécifique. 
Les barks se divisent en 24 bandes critiques, couvrant les fréquences de 0 à 15500 Hz. Ainsi, le bark 10 correspond par exemple à la bande de fréquence allant de 1080 Hz à 1270 Hz, soit une bande de 190 Hz d’amplitude.
Les Barks sont des outils de psychoacoustique. Ils constituent l'axe des abscisses de la courbe de sonie spécifique d'un son complexe, lorsque les 24 barks sont mis bout à bout. 
| bark | fréquence de coupure (Hz) | Δf (Hz) |
| ---- | ------------------------- | ------- |
| 1    | 100                       | 100     |
| 2    | 200                       | 100     |
| 3    | 300                       | 100     |
| 4    | 400                       | 100     |
| 5    | 510                       | 110     |
| 6    | 630                       | 120     |
| 7    | 770                       | 140     |
| 8    | 920                       | 150     |
| 9    | 1080                      | 160     |
| 10   | 1270                      | 190     |
| 11   | 1480                      | 210     |
| 12   | 1720                      | 240     |
| 13   | 2000                      | 280     |
| 14   | 2320                      | 320     |
| 15   | 2700                      | 380     |
| 16   | 3150                      | 450     |
| 17   | 3700                      | 550     |
| 18   | 4400                      | 700     |
| 19   | 5300                      | 900     |
| 20   | 6400                      | 1100    |
| 21   | 7700                      | 1300    |
| 22   | 9500                      | 1800    |
| 23   | 12000                     | 2500    |
| 24   | 15500                     | 3500    |